# Scottish Open 1928
Die Scottish Open 1928 waren die 16. Austragung dieser internationalen Meisterschaften von Schottland im Badminton. Sie fanden Anfang des Jahres in Glasgow statt. Gemeinsam mit den offenen Titelkämpfen fanden auch die geschlossenen nationalen Titelkämpfe von Schottland statt.

## Finalresultate
| Disziplin    | Sieger                              | Finalist                            | Ergebnis            |
| ------------ | ----------------------------------- | ----------------------------------- | ------------------- |
| Herreneinzel | Ian Maconachie                      | H. P. Beckett                       | 15–0, 15–9          |
| Dameneinzel  | Margaret Tragett                    | D. Pilkington                       | 11–4, 11–1          |
| Herrendoppel | Ian Maconachie H. E. B. Neilson     | George Alan Thomas James Barr       | 15–8, 5–15, 15–12   |
| Damendoppel  | Margaret Tragett E. C. F. MacDonald | Dorothy Stenhouse R. W. Stevenson   | 15–11, 15–6         |
| Mixed        | Ian Maconachie Marion Armstrong     | George Alan Thomas Margaret Tragett | 15–12, 11–15, 18–15 |

## Sieger der Closed Scottish Championships
| Disziplin    | Sieger                        |
| ------------ | ----------------------------- |
| Herrendoppel | James Barr H. E. B. Neilson   |
| Damendoppel  | M. K. King Clark D. H. Ramage |
| Mixed        | James Barr C. T. Duncan       |

## Referenzen
- Annual Handbook of the International Badminton Federation, London, 28. Auflage 1970, S. 268–274.
- Scottish Badminton Championships. In: Dundee Courier. 23. Januar 1928, S. 7, abgerufen am 9. August 2025 (englisch).